# 2020 في فلسطين
تحتوي هذه المقالة على أهم الأحداث التي شهدتها دولة فلسطين في 2020، إضافة إلى أهم الشخصيات الفلسطينية المتوفية في هذه السنة.

## السياسة
الرئيس: محمود عباس.
رئيس مجلس الوزراء: محمد اشتية.

### تعيينات
- 14 يوليو، كُلف جميل شفيق عبد الجليل المطور برئاسة سُلطة جودة البيئة الفلسطينية.[1]
- 21 ديسمبر، عُين رزق عبد الرحمن سالم سليمية رئيسًا لجامعة نابلس للتعليم المهني والتقني.[2]

### اعتمادات دبلوماسية

#### سفراء فلسطين
- 27 يناير، سلّمت جيلان وهبه عبد المجيد أوراق اعتمادها سفيرةً لدولة فلسطين لدى جمهورية أيرلندا.[3]
- 28 يناير، سلّمت حنان نعيم أمين جرار أوراق اعتمادها سفيرةً لدولة فلسطين لدى جنوب إفريقيا.[4]
- 20 فبراير، سلّم هاشم حسن هاشم الدجاني أوراق اعتماده سفيرًا لدولة فلسطين لدى أوكرانيا.[5]
- 27 فبراير، سلّم حمدي منصور حمدي أبو علي أوراق اعتماده سفيرًا غير مقيمًا لدولة فلسطين لدى موريشيوس.[6]
- 3 مارس، سلّم فادي الزبن أوراق اعتماده سفيرًا لدولة فلسطين لدى فنزويلا.[7]
- 9 مارس، سلّم تيسير جرادات أوراق اعتماده سفيرًا لدولة فلسطين لدى سلطنة عُمان.[8]
- 3 أبريل، سلّم لؤي محمود طه عيسى أوراق اعتماده سفيرًا لدولة فلسطين لدى طاجيكستان.[9]
- 24 مايو، سلّمت هالة فرحان محمد أبو حصيرة أوراق اعتمادها رئيسةً للمفوضية الفلسطينية العامة في كندا.[10]
- 20 يونيو، سلّم صالح أسعد فهيد أوراق اعتماده سفيرًا فوق العادة ومفوضًا لدولة فلسطين لدى الفلبين.[11]
- 20 أكتوبر، سلّم مانويل حساسيان أوراق اعتماده سفيرًا لدولة فلسطين لدى الدنمارك.[12]

- 29 نوفمبر، سلّمت حنان نعيم أمين جرار أوراق اعتمادها سفيرةً غير مقيمة لدولة فلسطين لدى ناميبيا.[13]

#### سفراء لدى فلسطين
- 16 يونيو: سلّم فيكتور فافريكا أوراق اعتماده رئيسًا لممثلية سويسرا في رام الله إلى وزير الخارجية رياض المالكي.[14]
- 16 سبتمبر: سلّمت بايفيي بلتكوسكي أوراق اعتمادها رئيسةً لمكتب تمثيل فنلندا في رام الله إلى وزير الخارجية رياض المالكي.[15]
- 30 سبتمبر: سلّم دون سكستون أوراق اعتماده رئيسًا لمكتب تمثيل جمهورية أيرلندا لدى السلطة الفلسطينية إلى وزير الخارجية رياض المالكي.[16]
- 6 أكتوبر: سلّم سونغ سي جين أوراق اعتماده ممثلًا لكوريا الجنوبية لدى دولة فلسطين إلى وزير الخارجية رياض المالكي.[17]
- 7 أكتوبر: سلّم إيفانجيلوس فليراس أوراق اعتماده قنصلًا عامًا لليونان في القدس إلى وزير الخارجية رياض المالكي.[18]
- 8 أكتوبر: سلّم فرانكلين أكويلينا أوراق اعتماده رئيسًا لمكتب تمثيل مالطا في رام الله إلى وزير الخارجية رياض المالكي.[19]
- 22 نوفمبر: سلّم جوزيف هودي أوراق اعتماده سفيرًا غير مقيم لجمهورية سلوفاكيا لدى دولة فلسطين إلى وزير الخارجية رياض المالكي.[20]
- 24 نوفمبر: سلّم طارق طايل أوراق اعتماده رئيسًا لمكتب تمثيل جمهورية مصر العربية لدى دولة فلسطين إلى وزير الخارجية رياض المالكي.[21]
- 23 ديسمبر: سلّم بيرتاس فينيسكايتيس أوراق اعتماده رئيسًا لمكتب تمثيل جمهورية ليتوانيا في رام الله إلى وزير الخارجية رياض المالكي.[22]

## الأحداث

### يناير
- 3 يناير: قررت الهيئة الوطنية لمسيرات العودة إيقاف مسيرات العودة مدة 3 شهور؛ لتقييم وإعادة بناء الهيئة ولجانها وفعالياتها، وتحويلها من فعاليات أسبوعية إلى شهرية.[23]
- 10 يناير: أعلنت وزارة الصحة الفلسطينية عن وفاة خمسة أشخاص وإصابة نحو 70 فلسطينيًا بإنفلونزا الخنازير.[24]
- 17 يناير: أعلنت سلطات الاحتلال الإسرائيلي إقامة سبع محميات طبيعية، وتوسعة 12 أخرى في الضفة الغربية.[25][26]
- 19 يناير: تسلم مفتي القدس والديار الفلسطينية السابق عكرمة صبري قرارًا بالإبعاد عن المسجد الأقصى حتى 25 يناير 2020. كما وتصدر هاشتاغ "#كلنا_الشيخ_عكرمة ضمن حملة تضامنية منصات التواصل الاجتماعي رفضًا للقرار.[27][28]
- 22 يناير: استقبل رئيس دولة فلسطين محمود عباس نظيره الفرنسي إيمانويل ماكرون في مقر المقاطعة بمدينة رام الله.[29][30]

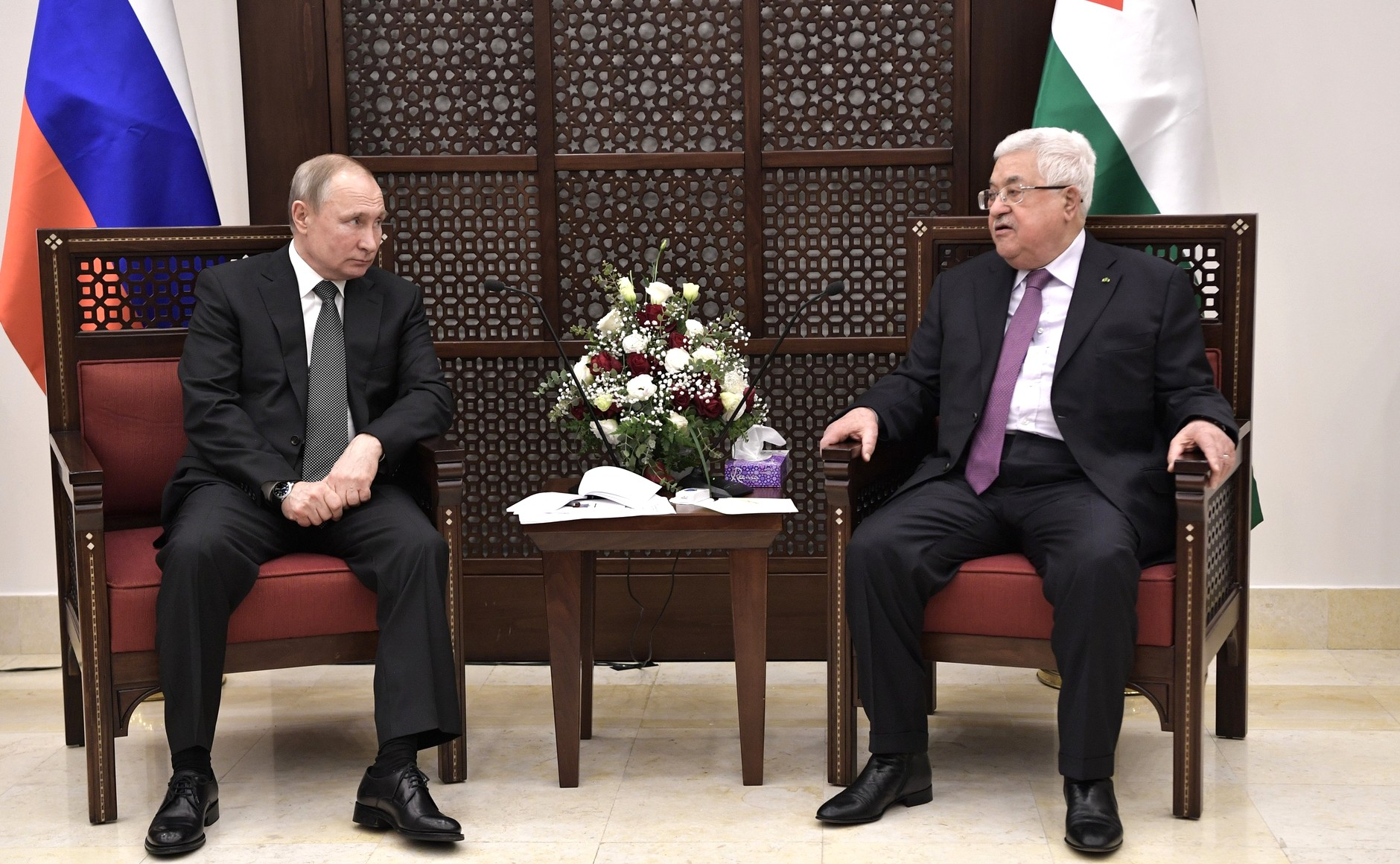
لقاء يجمع بين الرئيسين محمود عباس وفلاديمير بوتين

- 23 يناير: استقبل رئيس دولة فلسطين محمود عباس نظيره الروسي فلاديمير بوتين في قصر الرئاسة بمدينة بيت لحم.[31][32]

- 24 يناير:
  - التقى رئيس دولة فلسطين محمود عباس في قصر الرئاسة بمدينة بيت لحم الأمير تشارلز في زيارة رسمية للأراضي الفلسطينية المحتلة.[33][34]
  - أقدم مستوطنون إسرائيليون على اضرام النار في مسجد قرية شرفات بمحافظة القدس، كما كتبوا شعارات عنصرية ضد العرب والمسلمين على جدران المسجد احتجاجًا على إخلاء بؤرة كومي أوري الاستيطانية قرب مستوطنة يتسهار شمال الضفة الغربية.[35][36][36][37]

- 25 يناير: سلمت شرطة الاحتلال الإسرائيلي مفتي القدس والديار الفلسطينية السابق عكرمة صبري قرارًا بإبعاده عن المسجد الأقصى لمدة 4 شهور، لدخوله المسجد وأداءه صلاة الجمعة يوم 24 يناير.[38]
- 28 يناير: أعلن الرئيس ترامب خطة السلام بين فلسطين وإسرائيل والمعروفة بـ«صفقة القرن» بحضور رئيس الوزراء الإسرائيلي بنيامين نتانياهو وسفراء أربع دول عربية في واشنطن العاصمة.[39] كما أبدى الرئيس الفلسطيني محمود عبّاس رفضه التام للخطة، وأشار إلى جاهزية الطرف الفلسطيني للتوجه إلى محكمة العدل الدولية، وشدد على التمسك بالثوابت الوطنية التي صدرت عن المجلس الوطني الفلسطيني عام 1988.[40][41][42][43]

### فبراير
- 2 فبراير: أعلنت وزارة الدفاع الإسرائيلية عن مباشرتها العمل بوقف استيراد المنتجات الزراعية الفلسطينية، ردًا على المقاطعة الفلسطينية لاستيراد الماشية من الجانب الإسرائيلي.[44]
- 3 فبرير: قررت الحكومة الفلسطينية في جلستها الواحدة والأربعين منع استيراد عدة منتجات إسرائيلية إلى السوق الفلسطيني وهي الخضار والفواكة، والمشروبات الغازية والعصائر والمياه المعدنية.[45]
- 10 فبراير: ذكر رئيس وزراء إسرائيل بنيامين نتنياهو أن ضم غور الأردن وشمال البحر الميت وفرض السيادة على المستوطنات في الضفة الغربية، يكون بالتنسيق مع الولايات المتحدة وليس مرتبطًا بموافقة الفلسطينيين.[46]
- 22 فبراير: أغلقت وزارة الداخلية الفلسطينية مطاعم عدة في مدن فلسطينية نتيجة زيارتها بواسطة وفد كوري تبين إصابة بعض أعضائه بمرض فيروس كورونا 2019.[47]

### مارس
2 مارس: شرع مستوطنو مستوطنة بروخين المُقامة على أراض تتبع بلدتي بروقين وكفر الديك غرب محافظة سلفيت بقطع واقتلاع العديد من الأشجار المثمرة.
5 مارس:
- أكدت وزارة الصحة الفلسطينية تسجيلها سبع حالات مُصابة بمرض فيروس كورونا 2019 في أحد فنادق مدينة بيت جالا بمحافظة بيت لحم.[49]
- أصدر الرئيس محمود عباس مرسومًا رئاسيًا يقضي بإعلان حالة الطوارئ في الأراضي الفلسطينية لمدة شهر كامل لمواجهة مرض فيروس كورونا 2019.[50][51][52]

9 مارس: قدمت دولة قطر دعمًا ماليًا لدولة فلسطين بقيمة 10 مليون دولار لمساعدتها في مواجهة جائحة فيروس كورونا. ولاحقًا في 18 مارس 2020، أعلنت الرئاسة القطرية عن تبرعها بمساعدات مالية عاجلة لدولة فلسطين لمواجهة جائحة فيروس كورونا.
14 مارس: قررت وزارة الأوقاف والشؤون الدينية الفلسطينية حصر الصلاة في البيوت وعدم التوجه للمساجد والكنائس في سائر مناطق فلسطين.
15 مارس: أغلقت دائرة الأوقاف الإسلامية في القدس المصليات المسقوفة في المسجد الأقصى لمنع انتشار فيروس كورونا.
17 مارس: شكر رئيس وزراء دولة فلسطين محمد اشتية الكويت على دعمها بمبلغ 5.5 مليون دولار لمساعدة الفلسطينيين على التغلب على جائحة فيروس كورونا.
22 مارس:
- قرر رئيس وزراء دولة فلسطين محمد اشتية منع التنقل بين المحافظات الفلسطينية وإليها من القرى والبلدات نهائيًا باستثناء الحالات المرضية والطارئة، وفرض الحجر الإلزامي للمواطنين ابتداءً من الساعة العاشرة مساءً من يوم 22 مارس 2020، بالإضافة إلى وضع القادمين كافة من الخارج تحت الحجر الإجباري، ومنع وصول العمال الفلسطينيين في إسرائيل إلى أماكن عملهم، وغلق مديريات الوزرات كافة باستثناء الصحة والاقتصاد الوطني والتنمية الاجتماعية والمالية والشؤون المدنية، وتُنشر قوات الشرطة الفلسطينية والأمن الوطني الفلسطيني بإسناد الأجهزة الأمنية الفلسطينية الأخرى لتطبيق كامل الإجراءات التي ستستمر لمدة 14 يومًا.[59][60]
- ذكر الناطق باسم الرئاسة الفلسطينية نبيل أبو ردينة أن رئيس دولة فلسطين أصدر مرسومًا رئاسيًا بالعفو الخاص عمن أمضى نصف محكوميته في القضايا الجناحية والجنائية باستثناء الجنايات الخطرة مع احتفاظ حق المجني عليه بالادعاء المدني وذلك في ظل مخاطر انتشار مرض فيروس كورونا في الأراضي الفلسطينية.[61][62]

23 مارس، أعلن الناطق باسم الحكومة الفلسطينية إبراهيم ملحم أن «جميع الأعمال التجارية في المحافظات كافة ستتوقف من الساعة 7 مساءً وحتى الساعة 7 صباحًا، اعتبارًا من ليلة 23 مارس، باستثناء المخابز والصيدليات.»
24 مارس: بدأ الأسرى الفلسطينيون في سجون الاحتلال الإسرائيلي خطوات تصعيدية تتمثل في إرجاع وجبات الطعام وإغلاق الأقسام احتجاجًا على سياسات مصلحة السجون الإسرائيلية في سلب حقوق الأسرى ومنجزاتهم من خلال استغلال الوضع الراهن الذي تفرضه جائحة فيروس كورونا.
25 مارس: سجلت بلدة بدو شمال محافظة القدس، إصابة سيدة ستينية بمرض فيروس كورونا 2019 بعد مخالطتها أحد أبنائها الذي يعمل في إسرائيل، والذي تبين لاحقًا إصابته إلى جانب 3 أفراد من الأسرة، مساء اليوم، أعلن المتحدث باسم الحكومة إبراهيم ملحم خبر وفاتها في مجمع فلسطين الطبي نتيجة إصابتها بالمرض.
26 مارس: هدمت جرافات الاحتلال الإسرائيلي منشأة زراعية وبئر لجمع مياه الأمطار في وادي صريدة جنوب دير بلوط.

### مايو
12 مايو: قُتل جندي إسرائيلي من لواء جولاني في بلدة يعبد غرب محافظة جنين شمال الضفة الغربية، إثر إلقاء شبان فلسطينيين حجرًا على رأسه أثناء مشاركته في عملية عسكرية في البلدة. ذكرت صحيفة يديعوت أحرنوت أن الجندي وقع في كمين محكم.
19 مايو: أعلن رئيس منظمة التحرير الفلسطينية ورئيس دولة فلسطين محمود عباس أن منظمة التحرير في حل من الاتفاقات الموقعة مع الحكومتين الأمريكية والإسرائيلية كافة بما يشمل الاتفاقات الأمنية.
21 مايو: ذكر رئيس وزراء دولة فلسطين محمد اشتية أن الإمارات أرسلت مساعدات صحيّة بواسطة طائرة إلى مطار بن جوريون في إطار مواجهة جائحة فيروس كورونا، وأنها نسقت مع الطرف الإسرائيلي بدلًا من الطرف الفلسطيني أو السفير الفلسطيني عصام مصالحة لديها.
30 مايو: بدء عقد امتحانات شهادة الدراسة الثانوية العامة في دولة فلسطين، والتي تُعقد ضمن إجراءات للسلامة العامة نتيجة جائحة كورونا.

### يونيو
- 11 يونيو: رفضت السلطة الفلسطينية استلام شحنة مساعدات طبية قادمة من الإمارات للمرة الثانية عبر مطار إسرائيلي ولنفس الأسباب.[75]
- 18 يونيو: انتهاء عقد امتحانات شهادة الدراسة الثانوية العامة في دولة فلسطين، والتي عُقدت ضمن إجراءات للسلامة العامة نتيجة جائحة كورونا.

### يوليو
- 2 يوليو: عقد أمين سر اللجنة المركزية لحركة فتح جبريل الرجوب، ونائب رئيس المكتب السياسي لحركة حماس صالح العاروري مؤتمرًا مشتركًا للإعلان عن اتفاق عمل مشترك لمواجهة صفقة القرن.[76]
- 11 يوليو: أعلنت وزارة التربية والتعليم نتائج الدورة الأولى لامتحان الثانوية العامة، التي عُقِدَت في الفترة ما بين 30 مايو و18 يونيو. كان قد تقدم للامتحان 77,539 مشتركًا، كان عدد الناجحين 55,302 بنسبة بلغت 71.32%.[77]
- 21 يوليو: أدانت وزارة السياحة والآثار الفلسطينية سرقة جيش الاحتلال الإسرائيلي لـ «جُرن المعمودية» الأثري من بلدة تقوع بمحافظة بيت لحم.[78]
- 25 يوليو: قرر مجلس إدارة جمعية نادي الأسير الفلسطيني إغلاق فروعه كافة في محافظات الضفة الغربية باستثناء فرعي رام الله وقلقيلية بحكم امتلاك الجمعية للمقرات فيها. جاء القرار نتيجة أزمة مالية تُعاني منها الجمعية منذ 2018 بعد توقف السلطة الفلسطينية من صرف الموازنة التشغيلية للجمعية.[79]
- 27 يوليو: أقدم مستوطنون إسرائيليون من مستوطنة بسجوت الإسرائيلية على محاولة حرق مسجد البر والإحسان في مدينة البيرة كما خطّوا شعارات عنصرية على جدران المسجد.[80]
- 29 يوليو:
  - سلمت إسرائيل 36 إخطارًا بالهدم في قرية فراسين جنوب غرب محافظة جنين، تقضي بهدم كل منشآت القرية.[81]
  - أعلن البنك الوطني عن استحواذه على فروع البنك التجاري الأردني في الضفة الغربية.[82]

### أغسطس

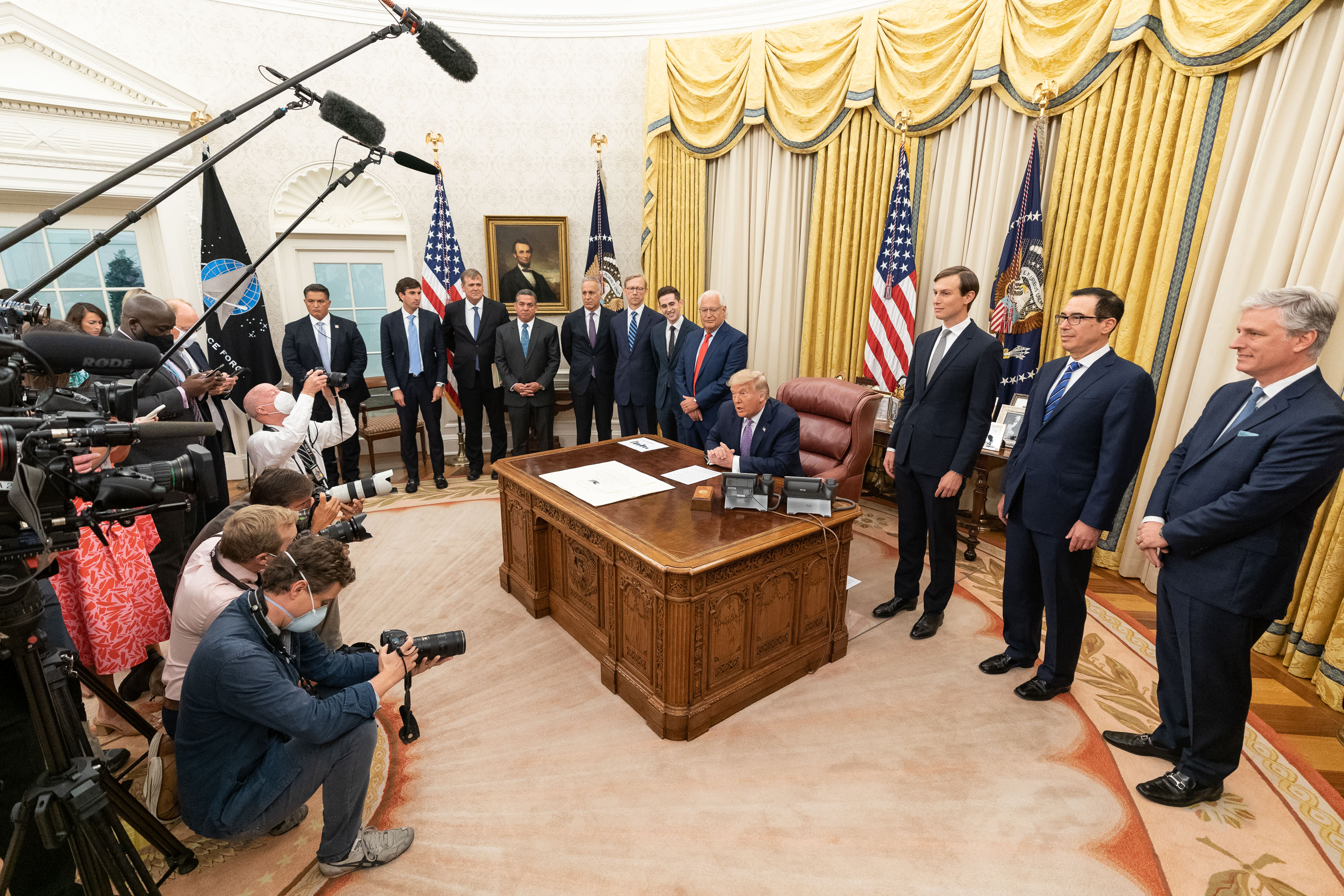
الرئيس الأمريكي دونالد ترامب يعلن لوسائل الإعلام الاتفاق من المكتب البيضاوي في البيت الأبيض بتاريخ 13 أغسطس 2020

4 أغسطس: قررت محكمة الصلح الإسرائيلية في القدس الإفراج عن محافظ محافظة القدس عدنان غيث من سجن عسقلان شريطة عدم التواصل مع القيادة الفلسطينية.
5 أغسطس
- بدأ 33 أسيرًا فلسطينيًا في معتقل معسكر حوارة العسكري الإسرائيلية إضرابًا عن الطعام احتجاجًا على سوء المعاملة والإهمال من قبل مصلحة السجون الإسرائيلية.[85][86]
- أعلن رئيس هيئة مقاومة الجدار والاستيطان وليد عساف إحباط عملية تزوير أراض في بلدة السواحرة الشرقية في محافظة القدس تقدر مساحتها بحوالي 11,500 دونمًا.[87]

11 أغسطس: فتحت مصر معبر رفح لأول مرة منذ خمسة أشهر بعد إغلاقه جراء جائحة فيروس كورونا، حيث سمحت بمرور الفلسطينيين الذين يحملون جوازات سفر أجنبية أو تصاريح إقامة أجنبية أو لديهم احتياجات طبية طارئة بالعبور فقط ولمدة ثلاث أيام، كما سيدخل العائدين إلى قطاع غزة في حجر صحي لمدة 21 يومًا.
13 أغسطس: أعلن محمد بن زايد أنَّ «الإمارات العربية المتحدة وإسرائيل اتفقتا أيضًا على التعاون ووضع خارطة طريق نحو إقامة علاقة ثنائية".» رفض الرئيس الفلسطيني محمود عباس الاتفاق الإماراتي الإسرائيلي، وأصدرت القيادة الفلسطينية بيانًا استنكرت فيها الاتفاق، وأكدت على أن منظمة التحرير الفلسطينية هي الممثل الشرعي والوحيد للشعب الفلسطيني، ولا يحق لدولة الإمارات التحدث بالنيابة عن الشعب الفلسطيني، كما اعتبرت هذه الخطوة نسفًا للمبادرة العربية للسلام وقرارات القمم العربية والإسلامية والشرعية الدولية وعدوانا على الشعب الفلسطيني. كما أعلن رياض المالكي وزير الخارجية والمغتربين استدعاء السفير الفلسطيني عصام مصالحة من دولة الإمارات وبشكل فوري.
14–15 أغسطس: نظم فلسطينيون وقفة رافضة لمعاهدة السلام بين الإمارات وإسرائيل في باحة المسجد الأقصى، وأحرقوا صورًا لمحمد بن زايد. كما خرجت مظاهرات ومسيرات منددة بالمعاهدة في مناطق نابلس، وغزة، ويطا وسلفيت أُحرق في بعضها علم دولة الإمارات وصورٍ لمحمد بن زايد. تكررت المظاهرات في 15 أغسطس في رام الله، وجنين وسلفيت ومناطق أخرى.
17 أغسطس: قررت الحكومة الفلسطينية إلغاء مشاركتها في معرض إكسبو 2020 الذي سيُقام في أكتوبر 2021 في دبي رفضًا للاتفاق الإماراتي الإسرائيلي.
31 أغسطس: قال رئيس الوزراء الفلسطيني محمد اشتية حول هبوط طائرة إسرائيلية في الإمارات: «كان أملنا أن تحطّ طائرة إماراتية بركابها في القدس المحررة.. يؤلمنا أن نرى اليوم هبوط طائرة إسرائيلية في أبو ظبي، تحمل اسم (كريات جات) المستعمرة التي بنيت على أراضي قرية الفالوجا التي حوصر فيها جمال عبدالناصر، في خرق واضح للموقف العربي المتعلق بالصراع العربي-الإسرائيلي».

### سبتمبر
3 سبتمبر: عُقد في مدينتي رام الله وبيروت اجتماعٌ للأمناء العامين للفصائل الفلسطينية ترأسه الرئيس الفلسطيني محمود عباس، والذي دعا فيه إلى: «وأدعو هنا، إلى حوار وطني شامل، كما أدعو حركتي فتح وحماس بالذات إلى الشروع في حوار لإقرار آليات إنهاء الانقسام، نريد أن نجلس ونتفق، ووفق مبدأ أننا شعب واحد، ونظام سياسي واحد، لتحقيق أهداف وطموحات شعبنا.»
5 سبتمبر: أخطرت سُلطات الاحتلال الإسرائيلي بالاستيلاء على خربتي دير سمعان ودير قلعة الأثريتان غرب محافظة سلفيت. أدانت وزارة السياحة والآثار الفلسطينية قرار المُصادرة وقالت: «أن الاحتلال مستمر في تزيف التاريخ والحقائق، ونهب الآثار وتاريخ الحضارات التي تعاقبت على أرض فلسطين في محاولة باطلة لإثبات أنه صاحب الأرض.» كما أدانت حنان عشراوي عضو اللجنة التنفيذية لمنظمة التحرير الفلسطينية القرار.
9 سبتمبر: سلم جهاز المخابرات الإسرائيلي (الشاباك) قرارًا يتضمن تقييد حركة محافظ محافظة القدس عدنان غيث، وحظر تواصله مع أكثر من 50 شخصية فلسطينية من القيادة السياسية الفلسطينية على رأسهم الرئيس الفلسطيني ورئيس الوزراء.
11 سبتمبر: أعلنت البحرين موافقتها على تطبيع العلاقات مع إسرائيل، وأنَّ الاتفاق سيوقع رسميًا في احتفالٍ بتاريخ 15 سبتمبر 2020 في البيت الأبيض. أعلنت القيادة الفلسطينية رفضها واستنكارها الشديدين للإعلان الثلاثي الأميركي البحريني الإسرائيلي. قررت وزارة الخارجية والمُغتربين الفلسطينية سحب سفيرها خالد عارف من البحرين نتيجة الاتفاق.
- علق رئيس المكتب الإعلامي لمفوضية التعبئة والتنظيم لحركة فتح منير الجاغوب عبر حسابه في تويتر: «ترامب يعلن اتفاق سلام بين إسرائيل والبحرين! لو طلب ترامب من بعض الحكام العرب ان يخلعوا ملابسهم ويسيروا عراة في شوارع تل أبيب لوافقوا مقابل أن يفوز في الانتخابات القادمة، لأنهم رهنوا استمرار حكمهم بهذه الإدارة التي تعيث في الأرض فسادا»، ثم أضاف «أخيرا هدأت الجبهة البحرينية الإسرائيلية بعد سنين من الحروب والدمار والفظائع وبعد أن أزهقت مئات الآف الأرواح وضعت الحرب أوزارها وجنح القوم إلى السلم».[107]
- أعلنت حركة حماس أنَّ «اتفاق التطبيع بين إسرائيل والبحرين إصرار على تطبيق بنود صفقة القرن التي تصفي القضية الفلسطينية».[108]
- علق عضو المكتب السياسي لحزب الشعب الفلسطيني وليد العوض أنَّ «بيان التطبيع الأمريكي البحريني الإسرائيلي، ليس مفاجئا، إنه احدى الثمار الضارة لموقف وزراء الخارجية في جامعة الدول العربية التي أعطت الضوء الأخضر للراغبين في سلوك طريق التطبيع المذل.» ثم أضاف «الرد الفلسطيني المطلوب هو الإسراع في تنفيذ مخرجات اجتماع العامين دون تردد.».[109]
- فيما اعتبر عضو اللجنة التنفيذية لمنظمة التحرير الفلسطينية، والأمين العام لجبهة النضال الشعبي الفلسطيني ووزير التنمية الاجتماعية الفلسطيني أحمد مجدلاني إنّ الاتفاق:«يشكل طعنة جديدة في خاصرة القضية الفلسطينية وطعنة في ظهر الشعب.»[106]

13 سبتمبر: أحرق مواطنون في مدينة دير البلح الفلسطينية صورٍ لملك البحرين حمد بن عيسى آل خليفة احتجاجًا على تطبيع العلاقات مع إسرائيل. كما دعت القيادة الفلسطينية الموحدة للمقاومة الشعبية في بيان حمل رقم 1، اعتبار يوم احتفال توقيع اتفاق التطبيع بين الإمارات وإسرائيل في واشنطن “يوم رفض شعبي انتفاضي” ضد اتفاقي التطبيع بين البحرين والإمارات وإسرائيل.
14 سبتمبر: قال رئيس الوزراء الفلسطيني محمد اشتية أن حكومته: «تدرس التوصية للرئيس بتصويب علاقة فلسطين بالجامعة العربية التي تقف صامتة أمام الخرق الفاضح لقراراتها والتي لم ينفذ منها شيء أصلا، والتي أصبحت رمزا للعجز العربي.» كما وصفها بأنها: «لم تعد جامعة بل مفرقة.»
15 سبتمبر:
- قالت الرئاسة الفلسطينية إن:«كل ما جرى في البيت الأبيض، من توقيع اتفاقيات بين دولة الإمارات العربية المتحدة ومملكة البحرين وسلطة الاحتلال الإسرائيلي لن يحقق السلام في المنطقة.» وأنها:«لم ولن تفوض أحدا بالحديث باسم الشعب الفلسطيني ونيابة عن منظمة التحرير الفلسطينية الممثل الشرعي والوحيد للشعب الفلسطيني.»[113]
- احتفت سُلطات الاحتلال الإسرائيلي بعد توقيع اتفاقا التطبيع مع الإمارات والبحرين بإضاءة أسوار مدينة القُدس القديمة المُحتلة بأعلام الولايات المُتحدة، وإسرائيل، والإمارات والبحرين.[114]

20 سبتمبر: قررت دولة فلسطين تخليها عن حقها برئاسة الدورة الحالية لمجلس جامعة الدول العربية ردًا على اتخاذ الأمانة العامة للجامعة موقفًا داعمًا للإمارات والبحرين بعد تطبيع علاقاتهما مع إسرائيل. كما قال وزير الخارجية والمُغتربين الفلسطيني رياض المالكي: «إن فلسطين لا يشرفها رؤية هرولة دول عربية للتطبيع مع الاحتلال، ولن تتحمل عبء الانهيار وتراجع المواقف العربية والهرولة للتطبيع.» لاحقًا اعتذرت كل من قطر، وجزر القمر، والكويت، ولبنان وليبيا استلام رئاسة الجامعة.

## وفيات
- 4 يناير: مصباح البديري.
- 25 يناير: عُثر على الطفل قيس أبو رميلة، 8، من سكان بلدة بيت حنينا شمال مدينة القدس، بعد اختفاءه لساعات متوفيًا في بركة تجميع مياه، حيث يُشتبه باختطافه. وقع نحو 23 إصابة بين الفلسطينيين وفق جمعية الهلال الأحمر الفلسطيني، كانوا قد شاركوا في مسيرة لمطالبة شرطة الاحتلال الإسرائيلي بالتدخل الجدي للبحث عن الطفل.[118][119]
- 27 يناير: محمد زهدي النشاشيبي، 95، كان أول وزير للمالية في السلطة الوطنية الفلسطينية في الفترة من يوليو 1994 - إلى يونيو 2002، وهو عضو سابق في اللجنة التنفيذية لمنظمة التحرير الفلسطينية والرئيس الأسبق للصندوق القومي الفلسطيني. دُفن في مقبرة سحاب بمدينة عمان.[120][121]
- 14 فبراير: خضر اللحام، 75، سياسي ومستشار ياسر عرفات للشؤون الإسلامية ومحافظ سابق.[122]

- 9 مارس: عبد الرزاق اليحيى: 91، هو أحد أعضاء المجلس الوطني الفلسطيني، شغل حقيبة وزير الداخلية في الحكومة الفلسطينية الرابعة والثانية عشرة.[123][124]
- 18 مارس: الطيّب عبد الرحيم، 76، أمين عام الرئاسة الفلسطينية، كان عضوًا في المجلس الوطني الفلسطيني وفي المجلس التشريعي الفلسطيني 1996.[125]
- 28 مارس: تيريز هلسة، 66، فدائية فلسطينية نفذت عملية خطف طائرة سابينا الرحلة 571.[126]
- 1 أبريل: عبد الله أبو سمهدانة، 70/69، سياسي ووزير فلسطيني ومحافظ محافظة دير البلح.[127]
- 22 أبريل: نور البرغوثي، 23، أسير فلسطيني من بلدة عابود شمال محافظة رام الله والبيرة في سجن النقب الصحراوي، تُوفي بعد إهمال علاجه حيث تعرض لإغماء شديد،[128] وسلم الاحتلال الإسرائيلية جثمانه في 26 أبريل.[129]
- 6 مايو: محمد راشد الجعبري، سياسي وتربوي فلسطيني، كان أول محافظٍ لمحافظة بيت لحم.
- 9 مايو: أحمد الكرد، 70، فاعل خير وإمام وسياسي ووزير فلسطيني سابق ورئيس سابق لبلدية دير البلح.[130]
- 25 مايو: صبحي القاسم، 86، مؤسس كلية الزراعة في الجامعة الأردنية، وأول عميد لها.
- 30 مايو: إياد الحلاق، 32، شابٌ فلسطيني مُصاب بالتوحُّد، قتلتهُ شرطة حرس حدود إسرائيل بالرَّصَّاص نتيجة عدم وقوفه عند حاجز تفتيش لها قرب باب الأسباط في القدس.[131]
- 2 يونيو: فاطمة إسماعيل سلمان أحمد.
- 6 يونيو: رمضان شلح، 62، سياسي فلسطيني وأمين عام حركة الجهاد الإسلامي في فلسطين في الفترة 1995–2018 وأحد مؤسسيها.[132]
- 27 يونيو: يوسف هباب، سياسي ودبلوماسي فلسطيني.
- 7 يوليو: سعدي الغرابلي، 75، أسير فلسطيني من حي الشجاعية بمدينة غزة، أمضى 26 سنة في الأسر وهو محكوم بالسجن مدى الحياة، تُوفي نتيجة الإهمال الطبي المُتعمد في السجون الإسرائيلية.[133]
- 12 يوليو: جبر القيق، أسير فلسطيني سابق في السجون والمعتقلات الإسرائيلية، وأحد قياديي الجبهة الشعبية لتحرير فلسطين، تم اغتياله في رفح جنوب قطاع غزة.[134]
- 27 يوليو:
  - هارون هاشم رشيد، شاعرٌ فلسطيني، كان من من شعراء الخمسينيات الذين أطلق عليهم اسم شعراء النكبة أو شعراء العودة، وكان يشغل منصب مندوب فلسطين المناوب بجامعة الدول العربية.[بحاجة لمصدر]
  - غاوي ميشيل غاوي، موسيقي فلسطيني، وأحدد مؤسسي كلية الفنون في جامعة النجاح الوطنية وعميدها السابق.[بحاجة لمصدر]
- 5 أغسطس: محمد طارق الخضراء، رئيس هيئة أركان جيش التحرير الفلسطيني.[135]
- 2 سبتمبر: داود طلعت الخطيب، أسير فلسطيني في السجون والمعتقلات الإسرائيلية، تُوفي في سجن عوفر بعد تعرضه لنوبة قلبية حادة.[136]
- 13 سبتمبر: حسن الكاشف، كاتب وأديب وصحفي فلسطيني.[137]
- 26 أكتوبر:
  - خيري أبو الجبين، سياسي فلسطيني-كويتي، كان مديرًا لمكتب منظمة التحرير الفلسطينية لدى الكويت.
  - عوني الخطيب، أكاديمي فلسطيني.
- 10 نوفمبر:
  - صائب عريقات، سياسي ومفاوض فلسطيني، كان وزيرًا للحكم المحلي وشؤون المفاوضات، وأمين سر اللجنة التنفيذية لمنظمة التحرير الفلسطينية.
  - كمال أبو وعر، أسير فلسطيني تُوفي أثناء اعتقاله لدى إسرائيل نتيجة الإهمال الطبي.
- 28 نوفمبر: حكم عمر أسعد البلعاوي، سياسي ودبلوماسي فلسطيني.[138]
- 6 ديسمبر: رجائي ياسين بُصيلة، أكاديمية وكاتب وشاعر فلسطيني.
- 7 ديسمبر: أديب أبو علوان، كاتب وصحفي وإعلامي فلسطيني.[139]
- 12 ديسمبر: عمر خشرم، صحفي ومذيع ومراسل فلسطيني أردني.
- 16 ديسمبر:
  - ميادة بامية، دبلوماسية وسياسية فلسطينية.
  - جمال بنورة، قاصّ وروائي فلسطيني.[140]
- 18 ديسمبر: داود عريقات، سياسيٌ ورجلُ إصلاحٍ فلسطيني، كان عضوًا في اللجنة المركزية للحزب الشيوعي الفلسطيني.[141]
- 22 ديسمبر: عثمان التكروري، محامٍ وأستاذ جامعي فلسطيني.
- 23 ديسمبر:
  - عبد الرحيم ملوح، سياسي فلسطيني وعضو المكتب السياسي للجبهة الشعبية لتحرير فلسطين، وعضو في اللجنة التنفيذية لمنظمة التحرير الفلسطينية بين عامي 1991 و2018.
  - عوني بطاش، سياسي ودبلوماسي فلسطيني، كان ممثلًا لمنظمة التحرير الفلسطينية لدى الكويت حتى عام 1990، وسفيرًا للسلطة الفلسطينية لدى سلطنة عمان بين عامي 1997 و2005.
- 24 ديسمبر:
  - إسماعيل الشمالي، كاتب وروائي فلسطيني، ومن أقدم المُعتقلين السياسيين في سوريا. تُوفي إثر كوفيد–19 في السجون السورية.
  - يوسف أبو صفية، سياسي فلسطيني، كان وزير دولة لشؤون البيئة، ورئيسًا لسُلطة جودة البيئة.